# Ratpenat de llança de Bennett
El ratpenat de llança de Bennett (Mimon bennettii) és una espècie de ratpenat que viu a Colòmbia, Veneçuela, la Guaiana Francesa, Guyana, Surinam i el Brasil.